# Rodrigo Vargas Castillo
Rodrigo Mauricio Vargas Castillo (Santa Cruz de la Sierra, 19 ottobre 1994) è un calciatore boliviano, attaccante del Gualberto Villarroel.